# 吳浩康
吳浩康（英語：Deep Ng Ho Hong，1983年6月13日—），原名吳偉男，香港男歌手。2002年參加無綫電視自辦的《全球華人新秀歌唱大賽》香港區選拔賽奪得冠軍及動力新能量大獎，以及於同年的全球總決賽奪得季軍及最佳台風獎，並獲得新城電台、商業電台、TVB及香港電台所頒發的四台新人獎項，及後開始推出唱片、拍廣告、電視劇和電影。2025年，吳浩康擔任無綫電視歌唱選秀節目《聲秀》導師。

## 簡歷

### 背景
吳浩康從祖父起三代均生於香港九龍偏郊的茶果嶺，兩歲時舉家搬往元朗，父親吳志安則仍在茶果嶺經營權記搬機運輸公司，母親為劉柳薇，家中共有3名姐姐，排行最小的姐姐也大他6年。1989年，其家人以99萬元購入元朗錦綉花園一物業。吳浩康於2000年代返回茶果嶺旁邊的私人屋苑麗港城居住。
吳浩康小學時就讀於元朗佛教榮茵學校，中學時就讀於元朗伯裘書院。11歲時學習泰拳，曾贏得獎盃，中四已輟學，曾教過兩年結他。他與演員林子善為中學同學。

### 事業
2003年，吳參加無綫電視自辦的全球華人新秀歌唱大賽總選獲季軍。2003年被英皇娛樂招攬成為旗下歌手，初出道時曾被冠以「靚仔版」陳奕迅的稱號。兩年內推出過兩張EP《Deep》， 《Deep In Music》，《Deep: Inside》則是首張正式大碟，其中「孩子王」等曾在多個流行榜獲得冠軍。
2004年，在警方的一次掃毒行動中，他於尖沙咀柯士甸道某大廈被捕。警方表示，毒品調查科探員在他身上銀包內撿獲1.2克可卡因。同年8月法庭裁定他藏有危險藥物罪名成立，判罰款5,000港元。
2012年，他與結他手Ryan Lam、低音結他手Johnny Choi及鼓手Masaki Heung組成Closer樂隊，並於6月15日推出唱片《Get Closer》。目前兼職歌唱導師。
2017年，他再以個人名義推出單曲《較早前錄影》，為其另一歌曲《先入為主》的續集，歌曲推出不久已備受網民大讚。
2017年，宣佈於12月10日在Star Hall舉辦《吳浩康 Listen To Deep Live 2017》演唱會。於同年10月初，到深水埗宣傳時獲經理人霍汶希支持，表示非常感激及一切已成過去。
2017年11月，接受訪問時表示他的爸爸曾經經歷過一個大病，還打算不去醫，而當Deep看過謝霆鋒獲得「最佳男主角」的得獎感言後，便跟爸爸來了一個約定，對父親說：「如果你打算不醫的話，可以，至少讓我好一次，怎樣也好，好了那一次後，才去做決定，為了我留住性命。」其後，Deep的爸爸有兌現承諾，而Deep便開始為走上頒獎台多謝父親而努力。
2017年12月，吳浩康於九龍灣國際展貿中心舉辦一連兩場「吳浩康 Listen To Deep Live 2017」演唱會，於尾場時歌迷偷偷準備了一張紫色手幅，寫著他的歌曲〈演唱會〉的歌詞：「演唱會 開得到若果星河燦爛」，Deep看見全場歌迷都舉起手幅，變成一片紫海的震撼畫面，立即感動流淚，更一度無法好好唱歌。
2023年11月6日，吳浩康於Instagram上宣布約滿英皇娛樂。之後他轉職建築工人和兒童歌唱老師。

### 感情生活
吳浩康曾與無綫藝員胡定欣拍拖，已於2006年8月和平分手，後來與莊思敏拍拖5年，至2011年8月分手。
2014年，吳浩康於叱咤樂壇流行榜頒獎禮中親口證實與歌手鍾舒漫交往中。二人曾達談婚論嫁階段。至2015年3月，因男方一腳踏兩船，女方宣布分手。2022年3月15日，與郭思琳結婚。

## 音樂作品

### 唱片列表
2003年
- 《Deep》（EP）
- 《Deep In The Music》（9月，EP）

2004年
- 《Deep: Inside》（3月）

2005年
- 《八星報喜賀賀喜》（CD with Twins, Boy'z, Yumiko Cheng, Isabella Leong and Don Li）（1月）
- 《吳浩康903 11團火音樂會》(CD+VCD)（3月）
- 《Nowhere》（9月）

2006年
- 《Documentary》（6月）

2007年
- 《3-D Deep Ng》（6月1日）

2008年
- 《Reality Co. Ltd》（2月）
- 《Break It》（12月）

2012年
- 《Get Closer》（6月）（Closer）

### 單曲
- 摯友（《失憶24小時》主題曲）
- 大志（《食腦喪Ｂ》主題曲）

### 派台歌曲成績
註：組合名義的派台歌，請參閱Closer之頁面。
| 派台歌曲成績（四台）  | 派台歌曲成績（四台） | 派台歌曲成績（四台） | 派台歌曲成績（四台） | 派台歌曲成績（四台） | 派台歌曲成績（四台） | 派台歌曲成績（四台）                                                                                    | 派台歌曲成績（四台）                                                                                    |      |
| --------------------- | -------------------- | -------------------- | -------------------- | -------------------- | -------------------- | --- | --- | ---- |
| 唱片                  | 歌曲                 | 903                  | RTHK                 | 997                  | TVB                  | 備註 | 備註 |      |
| 2003年                |                      |                      |                      |                      |                      | | |      |
| Deep                  | 先入為主             | 5                    | 3                    | 4                    | 10                   | | |      |
| Deep                  | 討厭                 | 11                   | -                    | -                    | -                    | | |      |
| Deep                  | 38廿四               | 8                    | 9                    | 10                   | -                    | | |      |
| Deep                  | 口講無憑             | 15                   | -                    | -                    | -                    | | |      |
| 2004年                |                      |                      |                      |                      |                      | | |      |
| Deep                  | 不妨一試             | -                    | -                    | -                    | -                    | | |      |
| Deep In The Music     | 孩子王               | 8                    | 3                    | 2                    | 1                    | 首支冠軍歌                                                                                              | 首支冠軍歌                                                                                              |      |
| Deep In The Music     | 洗剪吹               | 3                    | 1                    | 1                    | 2                    | | |      |
| Deep In The Music     | 你那邊幾點           | 9                    | -                    | -                    | -                    | | |      |
| Deep: Inside          | 擇日失戀             | 5                    | 3                    | 8                    | 3                    | | |      |
| 2005年                |                      |                      |                      |                      |                      | | |      |
| Deep: Inside          | 浪漫時代             | 16                   | 2                    | 5                    | 1                    | | |      |
| Deep: Inside          | 感覺蘇豪             | 1                    | 6                    | 2                    | -                    | | |      |
| Deep: Inside          | 兒戲                 | 18                   | -                    | -                    | -                    | | |      |
| Nowhere               | 新手                 | 6                    | 9                    | 3                    | 3                    | | |      |
| Nowhere               | 講深                 | -                    | -                    | 5                    | -                    | | |      |
| Nowhere               | 吸血殭屍的愛         | -                    | -                    | -                    | -                    | | |      |
| Nowhere               | 第三者               | -                    | -                    | -                    | 10                   | | |      |
| 2006年                |                      |                      |                      |                      |                      | | |      |
| Documentary           | 浮華亂世             | 2                    | 15                   | -                    | 9                    | | |      |
| Documentary           | 罪人                 | 18                   | 14                   | 7                    | -                    | | |      |
| 2007年                |                      |                      |                      |                      |                      | | |      |
| 3-D Deep Ng           | 情誡                 | -                    | -                    | 3                    | 3                    | | |      |
| 3-D Deep Ng           | 自卑                 | 9                    | -                    | 3                    | 2                    | | |      |
| In Progress           | 小學館               | -                    | -                    | -                    | -                    | 與關智斌、泳兒、鍾舒漫合唱                                                                              | 與關智斌、泳兒、鍾舒漫合唱                                                                              |      |
| Reality Co. Ltd       | 前戲                 | -                    | -                    | -                    | -                    | | |      |
| 2008年                |                      |                      |                      |                      |                      | | |      |
| Reality Co. Ltd       | 給愛惜的人           | 3                    | 12                   | 5                    | 2                    | | |      |
| Reality Co. Ltd       | 望鏡                 | -                    | -                    | -                    | -                    | | |      |
| Break It              | 火                   | -                    | -                    | -                    | -                    | | |      |
| Break It              | 繁星流動             | 11                   | -                    | -                    | -                    | | |      |
| 2009年                |                      |                      |                      |                      |                      | | |      |
| Break It              | 吻彌留的你           | -                    | -                    | -                    | -                    | | |      |
| Break It              | 養傷                 | -                    | 11                   | -                    | 3                    | | |      |
| 2015年                |                      |                      |                      |                      |                      | | |      |
| 英皇15周年 和華麗有約 | 和華麗有約           | -                    | -                    | -                    | 5                    | 與英皇群星合唱                                                                                          | 與英皇群星合唱                                                                                          |      |
| 英皇15周年 和華麗有約 | 和華麗有約（國）     | -                    | -                    | -                    | -                    | 與英皇群星合唱                                                                                          | 與英皇群星合唱                                                                                          |      |
| 2017年                |                      |                      |                      |                      |                      | | |      |
| 愛∙回憶108 新曲+精選  | 較早前錄影           | 2                    | 3                    | 3                    | 1                    | hmv PLAY 本週新歌排行榜：1                                                                              | hmv PLAY 本週新歌排行榜：1                                                                              |      |
| 2018年                |                      |                      |                      |                      |                      | | |      |
|                       | 階磚三               | 18                   | 3                    | 3                    | -                    | | |      |
|                       | 那怕最終一個人       | 13                   | -                    | 2                    | -                    | | |      |
| 2019年                |                      |                      |                      |                      |                      | | |      |
|                       | 天下烏鴉             | -                    | 10                   | 4                    | 2                    | | |      |
|                       | 船頭尺               | -                    | 3                    | 1                    | 1                    | 加拿大至 HIT 中文歌曲排行榜：3                                                                          | 加拿大至 HIT 中文歌曲排行榜：3                                                                          |      |
|                       | 愛沒懷疑             | -                    | 1                    | 1                    | 4                    | 跨年上榜 加拿大至 HIT 中文歌曲排行榜：7                                                                 | 跨年上榜 加拿大至 HIT 中文歌曲排行榜：7                                                                 |      |
|                       | 我們的主題曲         | ×                    | 4                    | ×                    | ×                    | 《第四十二屆十大中文金曲》主題曲 與許廷鏗、AGA、陳柏宇、鄭欣宜、HANA、吳業坤、馮允謙合唱 翻唱鄭秀文作品 | 《第四十二屆十大中文金曲》主題曲 與許廷鏗、AGA、陳柏宇、鄭欣宜、HANA、吳業坤、馮允謙合唱 翻唱鄭秀文作品 |      |
| 派台歌曲成績（五台）  |                      |                      |                      |                      |                      | | |      |
| 唱片                  | 歌曲                 | 903                  | RTHK                 | 997                  | TVB                  | ViuTV                                                                                                   | 備註 | 備註 |
| 2020年                |                      |                      |                      |                      |                      | | |      |
|                       | 一切正常             | 13                   | 2                    | 3                    | 1                    | - | 加拿大至 HIT 中文歌曲排行榜：12                                                                         |      |
|                       | 農民Remake           | -                    | -                    | 1                    | -                    | - | Featuring 農夫 改編自Beyond的《農民》 加拿大至 HIT 中文歌曲排行榜：15                                   |      |
| 2021年                |                      |                      |                      |                      |                      | | |      |
|                       | 十倍速               | 15                   | 5                    | 2                    | 3                    | 9 | |      |
| 2022年                |                      |                      |                      |                      |                      | | |      |
|                       | 見字醫病             | -                    | 2                    | 3                    | 1                    | - | |      |

| 各台冠軍歌總數 | 各台冠軍歌總數 | 各台冠軍歌總數 | 各台冠軍歌總數 | 各台冠軍歌總數 | 各台冠軍歌總數    | 各台冠軍歌總數    | 各台冠軍歌總數 |
| -------------- | -------------- | -------------- | -------------- | -------------- | ----------------- | ----------------- | -------------- |
| 四台a          | 903            | RTHK           | 997            | TVB            | 備註              | 備註              | 備註           |
| 四台a          | 1              | 2              | 4              | 6              | 四台冠軍歌總數：0 | 四台冠軍歌總數：0 |                |
| 五台b          | 903            | RTHK           | 997            | TVB            | ViuTV             | 備註              |                |
| 五台b          | 0              | 0              | 1              | 2              | 0                 | 五台冠軍歌總數：0 |                |

- （*）上榜中
- （-）未能上榜
- （×）沒有派往該台
- （(1)）兩週冠軍
- ^  注解a：包括2020年後的冠軍歌曲
- ^  注解b：2020年起

## 演出

### 音樂特輯
2008年
- 無綫電視製作王祖藍《藍兒本色》

### 演唱會
2002年
- 英皇三週年慈善演唱會（12月7日，紅磡香港體育館）

2003年
- 頭號人物唱好音樂會（6月5日，大學會堂）

2004年
- 加州紅903十一團火音樂會 – 撲蝶（10月12日，九龍灣國際展貿中心）

2005年
- Deep in Mini Live （4月5日，九龍灣國際展貿中心）

2006年
- Neway Budweiser True Music音樂會（1月14日, 九龍灣國際展貿中心）
- Budweiser Bar Pacific迎接FIFA世界盃2006演唱會（5月21日，九龍灣國際展貿中心）

2008年
- BackStage Break It Mini Live（BackStage）
- ClubPP Break It Mini Live（ClubPP）

2012年
- Concert YY 黃偉文作品展（2月11日，紅磡香港體育館）

2016年
- Showtime我主場演唱會（12月20日，灣仔香港會議展覽中心）

2017年
- 現場唱足一個鐘！吳浩康屯門街頭Busking
- 吳浩康 Listen To Deep Live 2017（12月10日，九龍灣國際展貿中心）

2018年
- 英皇All Stars演唱會（10月6日，澳門威尼斯人金光綜藝館）
- 他說他的故事 洪卓立X吳浩康演唱會（10月11日，旺角麥花臣場館）

2019年
- Deep Night Show 吳浩康演唱會澳門站 （1月26日，澳門百老匯）
- Deep 2019+1 （12月30日，旺角麥花臣場館）

2024年
- 《Deep Reborn》吳浩康演唱會（2月24日，AQUALAND @香港海洋公園水上樂園）
- 《Still Alive》吳浩康演唱會澳門站 （5月4日，澳門百老匯）
- 一粥麵 X 吳浩康「聞雞起筷」限定音樂會（4月29日，美孚曼坊一粥麵；5月5日，將軍澳都會駅一粥麵）
- Happy Father's Day Music Live音樂會（6月16日，德福廣場）
- 吳浩康 - 「男歌」演唱會（8月10日，胡李名靜體育館）

### 電影
- 2003年《尋找周杰倫》 飾 飛機員
- 2004年《失驚無神》 飾 阿健
- 2004年《新警察故事》 飾 阿康
- 2005年《擁抱每一刻花火》 飾 Dobi
- 2007年《男兒本色》 飾 Terry狗
- 2008年《黑道之無悔今生》
- 2008年《十分鍾情》
- 2009年《死神傻了》飾 搬運工人
- 2010年《綫人》飾 馬達
- 2010年《囡囡》
- 2012年《逆戰》飾 萬陽舊同黨
- 2012年《紮職》飾 子健
- 2013年《超級經理人》飾 牛河
- 2014年《救火英雄》飾 斌Sir
- 2014年《大茶飯》
- 2014年《魔警》飾 軍裝警員
- 2014年《男人唔可以窮》飾 收數佬
- 2014年《一個人的武林》飾 大禹
- 2015年《陀地驅魔人》 飾 CID
- 2016年《3條友飲醉走》
- 2019年《犯罪現場》 飾 徐糠
- 2021年《怒火》 飾 周公
- 2022年《神探大戰》飾 秦志滔
- 2023年《金手指》飾 郭亮
- 2024年《裡應外合》飾 巴西柔術師傅

### 電視劇
2003年
- Now.com 網劇《一起喝采》（4月播放）
- 《功夫足球》（7月播放）

2005年
- TVB《學警雄心》（飾演：何明，4月播放）
- TVB《奇幻潮》（4月播放）

2007年
- TVB《學警出更》（飾演：何明，6月播放）
- 《A計劃》（飾演：大岳(岳飛龍)，7月播放）

2010年
- 香港電台《沒有牆的世界》（1月10日客串單元二）
- 湖南電廣《書劍恩仇錄》 飾 余魚同

2011年
- 香港電台《反斗英語》 (8月17日客串)

2015年
- 香港電台《獅子山下2014》 (6月29日、7月6日客串)
- 香港電台《證義搜查線3》 (8月5日客串)

2018年
- ViuTV《VR驅魔人》飾 孝哥

2019年
- ViuTV《退休女皇》飾 李世嘉
- ViuTV《Reboot》飾 刀Boy

2020年
- ViuTV《熟女強人》

2023年
- ViuTV《社內相親》飾 何富全@奮鬥吧美玲

### 配音

#### 電影
| 首播年份 | 作品名稱 | 配演角色 | 角色演員 | 備註       |
| -------- | -------- | -------- | -------- | ---------- |
| 2023     | 速戰     | 李偉楠   | 劉暢     | 電影公映版 |

## 廣告
2024年
- 一粥麵  聞雞起筷
- 香港上海滙豐銀行  滙豐Visa卡拍住呈獻－The F1RST Tap Round 2：地上地下拍卡真興奮

## 推廣大使
- 東華三院學校健康大使
- 香港傷殘青年協會關懷大使
- 香港武術聯會武術推廣大使

## 獎項
2002年度
- 第21屆TVB全球華人新秀歌唱大賽 - 香港區選拔賽 金咪大獎（冠軍）
- 第21屆TVB全球華人新秀歌唱大賽 - 全球總決賽 最佳台風獎
- 第21屆TVB全球華人新秀歌唱大賽 - 全球總決賽 季軍

2003年度
- 第二十六屆十大中文金曲頒獎音樂會 - 最有前途新人獎（男歌手）銀獎
- 新城勁爆頒獎禮2003 - 新城勁爆新人王
- 2003年度叱吒樂壇流行榜頒獎禮 - 叱吒樂壇新力軍男歌手 銀獎
- 2003年度十大勁歌金曲頒獎典禮 - 最受歡迎新人獎 銀獎
- 加拿大至HIT中文歌曲排行榜2003年度總選 - 最受歡迎男新人（粵）銀獎
- 《音樂先鋒榜》2003年度頒獎典禮 - 年度（香港）最佳新人獎
- 第1屆「勁歌王」全球華人樂壇音樂盛典 - 最佳男新人獎
- IFPI香港唱片銷量大獎2003 - 最暢銷本地男新人

2004年度
- 2004勁歌金曲優秀選第一回 - Phone投歌曲獎《孩子王》
- 新城勁爆頒獎禮2004 - 新城勁爆原創歌曲《洗剪吹》
- 2004年度四台聯頒音樂大獎 - 卓越表現大獎 銀獎
- 第2屆「勁歌王」全球華人樂壇音樂盛典 - 網絡人氣男歌手

2005年度
- 2005勁歌金曲優秀選第一回 - 得獎歌曲《浪漫時代》
- 新城勁爆頒獎禮2005 - 新城勁爆歌曲《感覺蘇豪》
- RoadShow至尊音樂頒獎禮2005 - 至尊舞台星光演繹
- 《音樂先鋒榜》2005年度頒獎典禮 - 音樂先鋒樂壇生力軍
- 第3屆「勁歌王」全球華人樂壇音樂盛典 - 網絡人氣男歌手

2008年度
- 新城勁爆頒獎禮2008 - 新城勁爆原創歌曲《給愛惜的人》

2017年度
- 2017勁歌金曲優秀選第二回 - 得獎歌曲《較早前錄影》
- YAHOO!人氣大獎2017 - 人氣歌曲《較早前錄影》
- 新城勁爆頒獎禮2017 - 勁爆歌曲《較早前錄影》
- 2017年度勁歌金曲頒獎典禮 - 勁歌金曲獎《較早前錄影》

2018年度
- 2018勁歌金曲優秀選第一回 - 得獎歌曲《階磚三》
- 第四十一屆十大中文金曲 - 最佳進步獎 銀獎
- 新城勁爆頒獎禮2018 - 勁爆歌曲《那怕最終一個人》

2019年度
- 2019勁歌金曲優秀選第一回 - 得獎歌曲《天下烏鴉》
- 2019勁歌金曲優秀選第二回 - 得獎歌曲《船頭尺》
- 新城勁爆頒獎禮2019 - 勁爆我撐歌手
- 新城勁爆頒獎禮2019 - 勁爆我撐歌曲《船頭尺》
- 2019年度勁歌金曲頒獎典禮 - 勁歌金曲獎《船頭尺》

2020年度
- 香港越野單車挑戰賽 2020 - 挑戰壯年組 亞軍
- 2020勁歌金曲優秀選第一回 - 得獎歌曲《愛沒懷疑》
- 2020勁歌金曲優秀選第二回 - 得獎歌曲《農民Remake》（ ft. 農夫 ）
- 新城勁爆頒獎禮2020 - 勁爆我撐歌曲《愛沒懷疑》
- 2020年度勁歌金曲頒獎典禮 - 勁歌金曲獎《愛沒懷疑》
- 2020年度勁歌金曲頒獎典禮 - 最佳唱作歌手金獎

2021年度
- 新城勁爆頒獎禮2021 - 勁爆我撐歌曲《十倍速》

## 外部連結
- 吳浩康官方網站（页面存档备份，存于）
- 吳浩康的Youtube channel（页面存档备份，存于）
- 吳浩康的Instagram帳戶
- 吳浩康的Facebook專頁
- 吳浩康的新浪微博
- 吳浩康在香港影庫上的簡介